# يوجين لورانس
يوجين لورانس (بالإنجليزية: Eugene Lawrence)‏ مواليد 22 يونيو 1986 في بروكلين، نيويورك، هو لاعب كرة سلة أمريكي. بدأ مسيرته الاحترافية في سنة 2008. يلعب مع نادي نيمبورك لكرة السلة كلاعب هجوم خلفي. يحمل الرقم 10. يبلغ طوله 6 قدم 0 بوصة (1.8 م).

## المسيرة الاحترافية
لعب مع نادي نيمبورك لكرة السلة في موسم 2011–2012، ثم لعب مع تليكوم باسكتس بون في الدوري الألماني من سنة 2014 إلى 2016، ثم لعب مع نادي نيمبورك لكرة السلة في سنة 2016.

## روابط خارجية
- يوجين لورانس على موقع كرة السلة الأوروبية.كوم (الإنجليزية)
- يوجين لورانس على موقع كلية كرة السلة في سبورتس رفرنس.كوم (الإنجليزية)
- يوجين لورانس على موقع ريلجم (الإنجليزية)
- يوجين لورانس على موقع بروبوليرز (الإنجليزية)
- يوجين لورانس على موقع سبورتس رفرنس (الإنجليزية)